# Comitatul Broome, New York
Comitatul Broome este situat în statul New York, SUA. La recensământul din 2000, comitatul avea 200.536 loc. cu o densitate de 	109,5 loc./km². 

## Date geografice
Comitatul Broome se întinde pe o suprafață de 1.853 km², din care 22 km² este apă.

## Localități

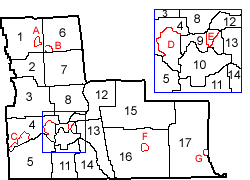
Harta Comitatului Broome, New York cu localitățile din comitat.

- Barker (town)
- Binghamton (city)
- Binghamton (town)
- Chenango (town)
- Colesville (town)
- Conklin (town)
- Deposit (village)
- Dickinson (town)
- Endicott (village)
- Endwell (hamlet)
- Fenton (town)
- Johnson City (village)
- Kirkwood (town)
- Lisle (village)
- Lisle (town)
- Maine (town)
- Nanticoke (town)
- Port Dickinson (village)
- Sanford (town)
- Triangle (town)
- Union (town)
- Vestal (town)
- West Corners (hamlet)
- Westover {hamlet}
- Whitney Point (village)
- Windsor (village)
- Windsor (town)